# Trinidad (Santa Bárbara)
Trinidad é uma cidade hondurenha do departamento de Santa Bárbara.